# Flixecourt
Flixecourt é uma comuna francesa na região administrativa de Altos da França, no departamento de Somme. Estende-se por uma área de 11.84 km². Em 2010 a comuna tinha 3 279 habitantes (densidade: 276,9 hab./km²).